# Fundación Amado Alonso
La Fundación Amado Alonso es una entidad privada que fue creada el 20 de marzo de 2001. Entre las instituciones fundadoras figuran el Gobierno de Navarra, el Ayuntamiento de Lerín y la Universidad Pública de Navarra.

## Fines
La fundación tiene entre sus fines el de contribuir al mejor conocimiento de la vida del profesor navarro Amado Alonso y de su contexto histórico en el ámbito académico y social de Navarra y España. Asimismo quiere reivindicar la vigencia de las aportaciones científicas de Amado Alonso en el campo de la filología española, la didáctica de la lengua española, la teoría literaria y la crítica literaria. Por último, la fundación viene a impulsar actividades investigadoras y divulgativas tendentes a desarrollar las líneas de trabajo y el espíritu de la obra de Amado Alonso, sus colaboradores y discípulos y fomentar la recogida de documentación sobre Amado Alonso.

## Patronato
Dos personas de cada entidad fundadora, además del hijo de Amado Alonso, Juan Alonso, forman la Junta Directiva de la fundación, que tiene como uno de los principales fines contribuir al conocimiento de la vida y obra del profesor e investigador lerinés. Miembros del patronato en 2019:
- Consuelo Ochoa Resano, alcaldesa de Lerín y presidenta de la Fundación.
- Juan Alonso, hijo de Amado Alonso, escritor y profesor en la Tufts University.
- Ricardo Pita Macaya, director del Servicio de Publicaciones y Proyección de Navarra del Departamento de Relaciones Institucionales del Gobierno de Navarra.
- Emilio Echávarren Urtasun, profesor de Literatura.
- Eloísa Ramírez Vaquero, vicerrectora de Proyección Social y Cultural de la Universidad Pública de Navarra.
- Tomás Yerro Villanueva, profesor de Literatura.
- Esther Martínez Peláez, coordinadora de cultura del Ayuntamiento de Lerín.

## Actividades
Entre otras, la fundación convoca anualmente desde 2002 el Premio Internacional de Crítica Literaria Amado Alonso.